# العلاقات الإسواتينية اللاوسية
العلاقات الإسواتينية اللاوسية هي العلاقات الثنائية التي تجمع بين إسواتيني ولاوس.

## مقارنة بين البلدين
هذه مقارنة عامة ومرجعية للدولتين:
| وجه المقارنة                                              | إسواتيني                                   | لاوس        |
| --------------------------------------------------------- | ------------------------------------------ | ----------- |
| المساحة (كم2)                                             | 17.36 ألف                                  | 236.80 ألف  |
| عدد السكان (نسمة)                                         | 1.37 مليون                                 | 6.86 مليون  |
| الكثافة السكانية (ن./كم²)                                 | 78.92                                      | 28.97       |
| العاصمة                                                   | لوبامبا، مبابان                            | فيينتيان    |
| اللغة الرسمية                                             | لغة إنجليزية، لغة سوازي                    | اللغة اللاو |
| العملة                                                    | ليلانغيني سوازيلندي                        | كيب لاوي    |
| الناتج المحلي الإجمالي (بليون دولار)                      | 4.41 مليار                                 | 16.85 مليار |
| الناتج المحلي الإجمالي (تعادل القوة الشرائية) بليون دولار | 11.13 مليار                                | 38.71 مليار |
| الناتج المحلي الإجمالي الاسمي للفرد دولار أمريكي          | 3.20 ألف                                   | 1.82 ألف    |
| الناتج المحلي الإجمالي للفرد دولار أمريكي                 | 8.29 ألف                                   |             |
| مؤشر التنمية البشرية                                      | 0.531                                      | 0.575       |
| رمز المكالمات الدولي                                      | +268                                       | +856        |
| رمز الإنترنت                                              | .sz                                        | .la         |
| المنطقة الزمنية                                           | التوقيت القياسي لجنوب أفريقيا، ت ع م+02:00 | ت ع م+07:00 |

## منظمات دولية مشتركة
يشترك البلدان في عضوية مجموعة من المنظمات الدولية، منها:
| علم المنظمة | اسم المنظمة                        | تاريخ انضمام إسواتيني | تاريخ انضمام لاوس |
| ----------- | ---------------------------------- | --------------------- | ----------------- |
|             | مؤسسة التنمية الدولية              | 22 سبتمبر 1969        | 28 أكتوبر 1963    |
|             | يونسكو                             | 25 يناير 1978         | 9 يوليو 1951      |
|             | وكالة ضمان الاستثمار متعدد الأطراف | 18 أبريل 1990         | 5 أبريل 2000      |
|             | الأمم المتحدة                      | 24 سبتمبر 1968        | 14 ديسمبر 1955    |
|             | البنك الدولي للإنشاء والتعمير      | 22 سبتمبر 1969        | 5 يوليو 1961      |
|             | منظمة حظر الأسلحة الكيميائية       | ?                     | ?                 |
|             | مؤسسة التمويل الدولية              | 22 سبتمبر 1969        | 29 يناير 1992     |
|             | منظمة الشرطة الجنائية الدولية      | ?                     | ?                 |

## وصلات خارجية
- موقع وزارة الخارجية اللاوسية